# Srbija protiv nasilja
Srbija protiv nasilja (deutsch: Serbien gegen Gewalt) ist ein sozialliberales und pro-europäisch Wahlbündnis, welches bei der Parlamentswahl in Serbien 2023 antrat und 23,66 % bzw. 65 von 250 Sitzen erreichte. 
Das Wahlbündnis entstand, nachdem es im Mai 2023 zu Amokläufen in Belgrad gekommen war, die zu großen Protesten führten. Die Parteien SSP, NPS, ZLF, DS, Zajedno!, SRCE, EU, PSG, NLS, PzP, GDP, Sloga, Otadžbina und RP schlossen sich daraufhin zusammen, um die Regierungspartei SNS unter Aleksandar Vučić abzulösen.
Das Bündnis präsentiert sich pro-westlich, anti-korruptionell und gegen das zunehmend repressive Regierungssystem von Präsident Aleksandar Vučić, fährt aber keinen einheitlichen Kurs gegenüber dem Kosovo.